# Nadejda Colesnicenco
Nadejda Colesnicenco (n. 28 iunie 1996, Tighina, municipiul Bender, Republica Moldova) este o fotbalistă din Republica Moldova care joacă în poziția de mijlocaș și a evoluat la echipa națională de fotbal feminin a Republicii Moldova.

## Carieră
Colesnicenco a evoluat în echipa națională de fotbal feminin a Republicii Moldova, jucând în timpul calificărilor la Campionatul Mondial de Fotbal Feminin 2019.